# ATC-kod J: Infektionssjukdomar
ATC-kod J: Infektionssjukdomar är en del av klassificeringssystemet ATC (Anatomical Therapeutic Chemical Classification System) för läkemedel och vissa andra medicinska produkter. ATC utvecklas av WHO och består av alfanumeriska koder indelade i grupper utifrån anatomi, medicinsk funktion och läkemedelstyp på 5 olika kodnivåer. Denna sida listar innehållet i en specifik grupp på den första nivån.

## J Infektionssjukdomar
J01 Antibakteriella medel för systemiskt bruk
J02 Antimykotika för systemiskt bruk
J04 Medel mot mykobakterier
J05 Virushämmande medel för systemiskt bruk
J06 Immunsera och immunglobuliner
J07 Vacciner

### Engelska
- WHO Collaborating Centre for Drug Statistics Methodology - ATC Index
- WHO Collaborating Centre for Drug Statistics Methodology - ATCvet Index

### Svenska
- SIL online
- FASS.se - ATC
- FASS.se - Veterinär-ATC
- Sök läkemedelsfakta - Läkemedelsverket
- Socialstyrelsen : Klassifikationer
- Nationellt produktregister för läkemedel - NPL